# Midvinter (tidning)
Midvinter var en svensk jultidning utgiven av Fröléen & comp årligen mellan 1898 och 1916 och sedan utgiven av Åhlén & Åkerlunds förlag årligen mellan 1929 och 1957.